# Fixette (single)
Fixette est un single du rappeur français Ziak extrait de l'album Akimbo. Le single connaît un succès, il est certifié single de diamant par le SNEP.Sans oublier que fixette est un des single les plus connus de Ziak avec akimbo.

## Classements et certifications

### Classements hebdomadaires
| Classements (2018)                      | Meilleure position |
| --------------------------------------- | ------------------ |
| Belgique (Wallonie Ultratop 50 Singles) | 37                 |
| France (SNEP)                           | 5                  |
| Suisse (Schweizer Hitparade)            | 94                 |

### Certification
| Pays   | Organisme | Certification | Seuil                            |
| ------ | --------- | ------------- | -------------------------------- |
| France | SNEP      | Diamant       | 50 millions d'équivalent streams |